# 甸生桦
甸生桦（学名：Betula humilis）是桦木科桦木属的植物。分布于欧洲、蒙古、西伯利亚以及中国大陆的新疆等地，生长于海拔1,400米至1,800米的地区，见于林区草甸中和湿润阶地，目前尚未由人工引种栽培。
种加名 humilis 意为“低矮的”。